# Callambulyx poecilus
Callambulyx poecilus là một loài bướm đêm thuộc họ Sphingidae. Nó được tìm thấy dọc theo triền núi miền nam của dãy Himalaya, từ miền bắc Pakistan, qua Nepal và đông bắc Ấn Độ tới miền nam Trung Quốc (Vân Nam và đảo Hải Nam), và phía nam tới miền bắc Thái Lan và Việt Nam. Người ta cũng thấy nó ở miền bắc Sumatra.
Sải cánh dài khoảng 77 mm. 